# Vil·la Teresa (Vilanova i la Geltrú)
Vilˑla Teresa és un xalet al municipi de Vilanova i la Geltrú (Garraf) que forma part de l'Inventari de Patrimoni Històric, Arquitectònic i Ambiental de la Diputació de Barcelona.

## Descripció
És un edifici rectangular, aixecat respecte al nivell del carrer i envoltat de jardí. Consta de planta baixa i pis. Fou projectat com a habitatge per a dues famílies. La coberta és de teula a quatre vessants.

## Història
El 1910 se'n va col·locar la primera pedra, juntament amb les d'altres deu xalets que formaven el projecte inicial de la ciutat jardí de Ribes Roges. Vilˑla Teresa fou obra de l'arquitecte Modest Tauler i Benítez.
La ciutat jardí de Ribes Roges fou promoguda per Anna Raventós de Saurí, presidenta de la institució de beneficència per a cecs Empara de Santa Llúcia de Barcelona, en terrenys donats per Marcelˑlina Jacas.